# زنبق گل‌سرخی
زنبق گل‌سرخی (نام علمی: Iris milesii) نام یک گونه از سرده زنبق است.